# その朝おまえは何を見たか
『その朝おまえは何を見たか』（そのあさおまえはなにをみたか）は、1983年に日本テレビ系「火曜サスペンス劇場」で放送されたテレビドラマ。主演は渡瀬恒彦。 原作 - 笹沢佐保（徳間書店刊） 副題「嘘だ！お母さんが誘拐犯なんて」 - フィルム作品。

## あらすじ
旅客機の機長だった三井田久志（渡瀬恒彦）はフライト中に言いようのない恐怖症に襲われ、それ以来操縦ができなくなりパイロットを辞める。久志には妻・沙織（山口果林）と息子・友彦がいたが、ある日突然沙織が失踪してしまう。そんな中、藤宮善次郎（鈴木瑞穂）の娘が誘拐される事件が起こる、藤宮に身代金を要求する犯人の電話がニュースで公開されると友彦は犯人の声が母親に似ていると言う。失踪した沙織を探しに久志は友彦を連れて旅に出る。

## キャスト
- 三井田久志 - 渡瀬恒彦
- 結城淳子 - 藤谷美和子
- 二郎 - 渡辺裕之
- 真中 - 林ゆたか
- 星正人
- 金子研三
- 折原啓子
- 小田切みき
- 堀田真三
- 小沢象
- 大熊敏志
- 河合絃司
- きくち英一
- 佐藤晟也
- 相馬剛三
- 名代杏子
- 荻原紀
- 岡田淳二
- 川瀬修三
- 湖条千秋
- 中真千子
- 植村由美
- 松川ミナ
- 苅谷俊介
- 成瀬正
- 西田健
- 藤宮善次郎  - 鈴木瑞穂
- 久志の妻・沙織  - 山口果林

## スタッフ
- 企画 - 小坂敬（日本テレビ）、山本時雄（日本テレビ）
- プロデューサー - 伊藤祥二（日本テレビ）、高須準之介（大映映像）
- 原作 - 笹沢佐保（徳間書店刊）
- 脚本 - 池田雄一
- 音楽- 三枝成章
- 撮影 - 小野進
- 照明 - 前原信雄
- 録音 - 八木俊之
- 美術 - 大橋実
- 編集 - 飯塚勝
- 記録 - 藤木洋子
- 助監督 - 沢村正喜
- 製作担当 - 伊藤伴雄
- キャスティング - 依田進
- 撮影助手 - 林淳一郎
- 装飾 - 清水公
- 整音 - 斉藤恒夫
- 効果 - 脇坂孝行
- PR担当 - 吉武多恵子（日本テレビ）
- 大映スタジオ
- 東京現像所
- 整音企画
- 第一衣裳
- 兵頭タイトル
- テーマ曲 - 「家路」 唄 - 岩崎宏美（ビクターレコード）
- 音楽協力 - 日本テレビ音楽
- 企画協力 - 富士企画
- ロケ協力 - パシフィックホテル・沖縄、沖縄ツーリスト、さんごセンター、熱海・ホテル水葉亭、日本フライングサービス
- 衣裳協力 - キャラバン、デサント
- 製作協力 - 東映俳優センター
- 監督 - 吉川一義
- 制作 - 日本テレビ、大映映像